# Orrtjärnen (Leksands socken, Dalarna)
Orrtjärnen är en sjö i Leksands kommun i Dalarna och ingår i Dalälvens huvudavrinningsområde.